# Stefan Branković
Stefan Branković (en serbe : Стефан Бранковић, en français Étienne Brancovitch) (né vers 1417 et mort le 9 octobre 1476 à Belgrado di Varmo, dans l'actuelle province d'Udine, en Italie) est un despote de Serbie du XVe siècle appartenant à la dynastie Branković.

## Biographie
Stefan Branković est le fils puiné de Đurađ Branković et Irène Cantacuzène. Comme son frère aîné Grgur il est aveuglé en 1439 par ordre du sultan ottoman Murad II ce qui l'écarte de la succession paternelle.
Après la mort de son frère cadet Lazar le 20 janvier 1458, le despotat de Serbie est dirigé à partir du 3 février par un conseil de régence comprenant sa veuve Hélène Paléologue, son frère Stefan et le grand-duc et « gubernator » Mihailo Anđelović, frère du grand vizir ottoman Mahmud Pacha Angelović
Le 31 mars 1458, Stefan Branković obtient le titre de despote, mais il doit se retirer un an plus tard devant Stefan Tomašević, fils de Stefan Thomaš, roi de Bosnie, qui avait épousé avec l'accord de la cour de Hongrie une fille de Lazar Branković.

## Union et postérité
En 1461, Stefan épouse Angjelina Arianit Komneni, fille de Gjergj Arianit Komneni, dynaste albanais de Shkodër et de Durrës. Ils ont cinq enfants :
- Jovan (mort le 10 décembre 1502), despote titulaire de Serbie, épouse Jelena Jaksić ;
- Đorđe (mort le 18 janvier 1516), despote titulaire de Serbie, devient moine sous le nom de  « Maxime » puis métropolite de Belgrade ;
- Irène (morte jeune) ;
- Marija (morte le 27 août 1495), épouse Boniface III, marquis de Montefrrat ;
- Milica (mort le 30 janvier 1554), épouse Neagoe Basarab V, Prince de Valachie.

## Sources
- Dušan T. Bataković, Histoire du peuple serbe, éditions L'Age d'Homme. Paris 2005,  (ISBN 2-8251-1958-X).
- Venance Grumel Traité d'Études byzantines I « La chronologie » Presses universitaires de France. Paris 1958 p. 391